# Robertas Dargis
Robertas Dargis (* 9. August 1960 in der Oblast Irkutsk, Sowjetunion) ist ein litauischer Manager und Unternehmer.

## Leben
Robertas Dargis absolvierte die Kindermusikschule (die Klassen Akkordeon und Saxophon) und nach dem Abitur an der 2. Mittelschule Mažeikiai das Diplomstudium des Bauingenieurwesens am Vilniaus inžinerinis statybos institutas (VGTU).
Von 1983 bis 1987 arbeitete er beim Wasserkraftwerk in Kaišiadorys als Arbeitenleiter, Kommerzdirektor, von 1992 bis 1993 stellv. Direktor des Bauunternehmens „Monolitas“, ab 1993 Direktor von UAB „Eika“ in Vilnius, von 2000 bis 2001 Regierungskanzler von Rolandas Paksas von 2003 bis 2004 lehrte er an der VGTU.
Seit 2012 ist er Präsident des Litauischen Industriellenverbands (LPK) als Nachfolger von Bronislovas Lubys (1938–2011).
2001–2013 war er Leiter des Seglerverbands Litauens (Lietuvos buriuotojų sąjunga). Ab 2013 war er Vizepräsident für strategische Entwicklung.

## Auszeichnungen
- Offizier des Ordens für Verdienste um Litauen, Dekret des litauischen Präsidenten Nr. 2042 vom 3. Februar 2003.